# Sicko Mode
«Sicko Mode» (стилизовано под маюскул) — песня американского рэпера Трэвиса Скотта. В ней звучит вокал канадского рэпера Дрейка, который был указан на Apple Music как приглашённый исполнитель, но не указан в Billboard Hot 100. Изначально она была выпущена Epic Records 3 августа 2018 года в качестве третьего трека с альбома Astroworld (2018), а 21 августа была выпущена в качестве второго сингла. В песне звучит дополнительный неуказанный вокал американского рэпера и певца Swae Lee и покойного американского рэпера Big Hawk.
«Sicko Mode» стал первым синглом Скотта номер один в американском чарте Billboard Hot 100, хотя Дрейк в нём не значится, а также первой хип-хоп песней в истории, которая провела как минимум 30 недель в первой десятке чарта. Песня получила всеобщее признание критиков и была номинирована на 61-ю церемонию «Грэмми» в номинациях «Лучшее рэп-исполнение» и «Лучшая рэп-песня».
Песня содержит семпл песни «Gimme the Loot», написанной The Notorious B.I.G. и Easy Mo Bee, в исполнении первого и интерполяцию из песни «I Wanna Rock», написанной и исполненной Uncle Luke. 9 декабря 2020 года песня была удостоена бриллиантовой сертификации RIAA.

## Оценки критиков
Песня «Sicko Mode» получила признание критиков, а некоторые критики посчитали её основным треком Astroworld. Кристофер Р. Вайнгартен, написавший для Rolling Stone, назвал этот «жёсткий, нокаутирующий» трек «изюминкой альбома», а Брендан Клинкенберг из того же журнала описал его как «вершину синтезаторного таланта Скотта». Брайан Джозефс из Entertainment Weekly назвал его «мини-сюитой бэнгеров». Ройсин О’Коннор из The Independent считает, что Дрейк «звучит на этой работе важнее, чем когда-либо на своем недавнем релизе Scorpion, с наглым, уверенным флоу».

## Показатели в чартах
«Sicko Mode» дебютировала на четвёртом месте в американском чарте Billboard Hot 100, после выхода клипа она поднялась на второе место, уступив сначала «Girls Like You» группы Maroon 5 при участии Cardi B, а затем «Thank U, Next» Арианы Гранде. Позже сингл стал первым первым номером в рейтинге от 8 декабря 2018 года, продержавшись семнадцать недель в топ-10, чему отчасти способствовал выпущенный Скриллексом ремикс. Сингл также стал первым топ-10 в чарте Radio Songs для Скотта. Композиция заняла третье место в Triple J's Hottest 100 2018. Размышляя о его коммерческом влиянии, Эндрю Унтербергер из журнала Billboard назвал песню «одиссеей прог-рэпа из трёх частей, которая была бы немыслима в качестве радиосингла несколькими годами ранее, но которая так взбудоражила аудиторию своими неожиданными переключениями бита и хуками „туда-сюда“, так что у мировой поп-музыки не было выбора, кроме как встретить её на полпути».
Песня «Sicko Mode» стала единственным хитом номер один во втором десятилетии, в котором была использована смена тональности.

## Ремикс и кавер-версия
28 ноября 2018 года был выпущен электронный ремикс американского музыкального продюсера Скриллекса. Сопровождающие ремикс аудио- и лирик-видео были выпущены на YouTube-каналах Скотта и Скриллекса в тот же день.
28 февраля 2020 года Swae Lee выпустил сингл «Someone Said», основанный на его строчке из песни.

## Участники записи
Адаптировано под Tidal.
Исполнение
- Трэвис Скотт — вокалист, автор песни
- Дрейк — вокалист, автор песни
- Swae Lee — дополнительный вокалист, автор песни
- Big Hawk[англ.] — дополнительный вокалист, автор песни

Продюсирование
- Рогет Чахайед[англ.] — продюсер, автор песни (Первая часть)[22]
- Hit-Boy — продюсер, автор песни (Первая часть)[22]
- Oz[англ.] — продюсер, автор песни (Вторая часть)[22]
- Cubeatz[англ.] — продюсер, автор песни (Вторая часть)[23]
- Tay Keith[англ.] — продюсер, автор песни (Третья часть)[22]
- Майк Дин — помощник продюсеров, автор песни
- Мирсад Дервич — программист, автор песни
- Кайдл Янг[англ.] — автор песни

Техническая часть
- Трэвис Скотт — звукорежиссёр, сведение
- Бен Седано — помощник звукорежиссёра
- Джимми Кэш — помощник звукорежиссёра
- Джон Шер — помощник звукорежиссёра
- Шон Солимор — помощник звукорежиссёра
- Майк Дин — сведение, мастеринг

Дополнительные авторские права на песни, связанные с семплами: «I Wanna Rock» в исполнении Uncle Luke, авторы Лютер Кэмпбелл, Гарри Уэйн Кейси и Ричард Финч; и «Gimme the Loot» в исполнении The Notorious B.I.G., авторы Кристофер Уоллес, Остен Харви, Брайан Хиггинс, Тревор Смит, Джеймс Джексон, Малик Тэйлор, Кит Элам, Кристофер Мартин, Камаль Фарид, Али Шахид Джонс-Мухаммад, Тайрон Тейлор, Фред Скраггс, Кирк Джонс и Чайлоу Паркер.

## Чарты
| Чарт (2018—2021)                           | Высшая позиция |
| ------------------------------------------ | -------------- |
| Аргентина (Argentina Hot 100)              | 87             |
| Австралия (ARIA)                           | 6              |
| Австрия (Ö3 Austria Top 40)                | 29             |
| Бельгия/Фландрия (Ultratip Bubbling Under) | 4              |
| Бельгия/Валлония (Ultratop 50)             | 39             |
| Канада (Billboard Canadian Hot 100)        | 3              |
| Чехия (Singles Digitál Top 100)            | 20             |
| Дания (Tracklisten)                        | 19             |
| Франция (SNEP)                             | 20             |
| Германия (GfK)                             | 43             |
| Мир (Billboard Global 200)                 | 70             |
| Венгрия (Single Top 40)                    | 40             |
| Венгрия (Stream Top 40)                    | 11             |
| Ирландия (IRMA)                            | 11             |
| Италия (FIMI)                              | 10             |
| Нидерланды (Single Top 100)                | 35             |
| Новая Зеландия (Recorded Music NZ)         | 7              |
| Норвегия (VG-lista)                        | 22             |
| Португалия (AFP)                           | 8              |
| Шотландия (OCC Scotland)                   | 52             |
| Испания (PROMUSICAE)                       | 38             |
| Швеция (Sverigetopplistan)                 | 29             |
| Швейцария (Schweizer Hitparade)            | 17             |
| Великобритания (OCC UK Singles)            | 9              |
| Великобритания (OCC UK Hip Hop/R&B)        | 2              |
| США (Billboard Hot 100)                    | 1              |
| США (Billboard Dance Club Songs)           | 54             |
| США (Billboard Dance/Mix Show Airplay)     | 10             |
| США (Billboard Hot R&B/Hip-Hop Songs)      | 1              |
| США (Billboard Pop Airplay)                | 10             |
| США (Billboard Rhythmic)                   | 1              |
| США Rolling Stone Top 100                  | 47             |

| Чарт (2018)                            | Позиция |
| -------------------------------------- | ------- |
| Австралия (ARIA)                       | 48      |
| Канада (Canadian Hot 100)              | 51      |
| Эстония (IFPI)                         | 91      |
| Португалия (AFP)                       | 77      |
| Великобритания Синглы (OCC)            | 94      |
| США Billboard Hot 100                  | 42      |
| США Hot R&B/Hip-Hop Songs (Billboard)  | 21      |
| США Rhythmic (Billboard)               | 27      |
| Чарт (2019)                            | Позиция |
| Австралия (ARIA)                       | 25      |
| Канада (Canadian Hot 100)              | 13      |
| Дания (Tracklisten)                    | 97      |
| Новая Зеландия (Recorded Music NZ)     | 27      |
| Португалия (AFP)                       | 75      |
| Великобритания Синглы (OCC)            | 75      |
| США Billboard Hot 100                  | 9       |
| США Dance/Mix Show Airplay (Billboard) | 43      |
| США Hot R&B/Hip-Hop Songs (Billboard)  | 6       |
| США Mainstream Top 40 (Billboard)      | 32      |
| США Rhythmic (Billboard)               | 7       |
| США Rolling Stone Top 100              | 17      |
| Чарт (2020)                            | Позиция |
| Австралия (ARIA)                       | 86      |
| Чарт (2021)                            | Позиция |
| Мир Global 200 (Billboard)             | 166     |
| Португалия (AFP)                       | 165     |

| Чарт (2010—2019)                      | Позиция |
| ------------------------------------- | ------- |
| США Billboard Hot 100                 | 16      |
| США Hot R&B/Hip-Hop Songs (Billboard) | 8       |

## Сертификации
| Регион | Сертификация  | Продажи    |
| --- | ------------- | ---------- |
| Австралия (ARIA) | 9× Платиновый | 630 000    |
| Австрия (IFPI Austria) | Платиновый    | 30 000     |
| Бразилия (ABPD) | Бриллиантовый | 160 000    |
| Канада (Music Canada) | 9× Платиновый | 720 000    |
| Дания (IFPI Danmark) | 2× Платиновый | 180 000    |
| Франция (SNEP) | Бриллиантовый | 333 333    |
| Германия (BVMI) | Золотой       | 200 000    |
| Италия (FIMI) | 2× Платиновый | 140 000    |
| Мексика (AMPROFON) | 3× Платиновый | 180 000    |
| Новая Зеландия (RMNZ) | 2× Платиновый | 60 000     |
| Польша (ZPAV) | 4× Платиновый | 200 000    |
| Португалия (AFP) | 3× Платиновый | 30 000     |
| Испания (PROMUSICAE) | Платиновый    | 40 000     |
| Великобритания (BPI) | 2× Платиновый | 1 200 000  |
| США (RIAA) | Бриллиантовый | 10 000 000 |
| Греция (IFPI Greece) | 2× Платиновый | 4 000 000  |
| Швеция (GLF) | Золотой       | 4 000 000  |
| Данные о продажах + прослушиваниях приведены только на основе сертификации. · Данные только о прослушиваниях приведены на основе сертификации. |               |            |

## Рейтинги
| Издание   | Место | Прим.  |
| --------- | ----- | ------ |
| Pitchfork | 19    | [ 98 ] |

## История выпуска
| Регион | Дата            | Формат                                                          | Версия            | Лейбл                           | Прим.           |
| ------ | --------------- | --------------------------------------------------------------- | ----------------- | ------------------------------- | --------------- |
| США    | 21 августа 2018 | Rhythmic contemporary радио                                     | Оригинальная      | Grand Hustle, Epic, Cactus Jack | [ 99 ]          |
| США    | 21 августа 2018 | Urban contemporary радио                                        | Оригинальная      | Grand Hustle, Epic, Cactus Jack | [ 100 ]         |
| Разные | 28 ноября 2018  | Цифровое скачивание, стриминг, SP 7", CD-сингл, Компакт-кассета | Ремикс Скриллекса | Grand Hustle, Epic, Cactus Jack | [ 101 ] [ 102 ] |